# 固倫溫莊長公主
固倫溫莊長公主（1625年—1663年），常名马喀塔（转写：Makata），順治十四年冊文亦作雅啚達。清太宗皇太极的皇二女。

## 生平
天命十年（1625年）八月初九日午時出生，生母是孝端文皇后博尔济吉特氏哲哲。天聰九年（1635年）九月，許配給甫在八月時投誠后金的林丹汗及苏泰太后之子額爾克孔果爾。天聪十年（1636年）正月十日，马喀塔格格嫁给了额哲。
崇德元年（1636年）十月十六日，皇太极册封的七位公主都是他的姐妹、女儿等女性亲族。其中“察哈尔部公主，爱尔犹如我親生女，当循大禮，赐尔冊文，封為固倫公主。爾勿以我之女，越份悖道逆理”。有认为马喀塔即是受封为固伦公主的察哈尔部公主。
崇德五年，皇太极偕皇后和諸妃去察哈爾公主所在地行獵。同年十月，額哲夫婦曾回京探親。崇德六年（1641年）正月二十三日，固倫額駙兼和碩親王額哲孔果爾逝世。額哲孔果爾死後，皇太極悲痛慟哭，喪禮賜以親王儀仗，以蒙古之禮令喇嘛誦經又以漢人之禮令僧人超度。馬喀塔則带着額哲孔果爾的骨灰回到察哈爾，由濟爾哈朗及福晉等人護送。
顺治二年十月，马喀塔再嫁主管察哈爾部事務的额哲弟阿布奈，生二子布爾尼和羅卜藏。順治十四年（1657年）二月十五日，晉封為固倫長公主。順治十六年（1659年），賜號為固倫永寧長公主。
順治朝晚期改封為固倫溫莊長公主。康熙二年（1663年）二月二十六日未時，固倫溫莊長公主去世，享年三十九歲。康熙十四年（1675年），她的兒子布爾尼參與羅卜藏發起的叛亂，阿布奈連坐被杀。

## 評價
《大清紀事》卷百七之九有錄入长公主雅啚達的册文。由冊文可知，她所寫的詩作性質恭敬而溫和，諸位王姬贊揚她所寫的詩華麗。她以谨慎为内心的根本，示范着柔和美善的女德。她為人母的典型軌範勝任推崇，在宮中訓誨諸人，不違背婦人應具有的美德，因而在她的婆家有着極好的名聲。

## 壙誌
制曰：溫莊長公主，太宗文皇帝之女、世祖章皇帝之姊、朕之姑也。生於天命十年八月初九日午時，卒於康熙二年二月二十六日未時，春秋三十有九。ト以本年十月二十一日窆於妙兒溝。嗚呼！朕纘鴻緒，念系皇祖之女、皇考同氣之親，方期駢集繁祉、永享大年，何意遽爾奄逝。朕懷震悼，曷其有極。為ト兆域，併設垣宇；窀穸之文，式從古制；祭享之儀，爰考典章。勒之貞珉，用誌生歿之年月，惟靈其永妥於是焉。